# Préaux-Bocage

Préaux-Bocage este o comună în departamentul Calvados, Franța. În 1 ianuarie 2022 avea o populație de 113 de locuitori.